# Etnomicologia

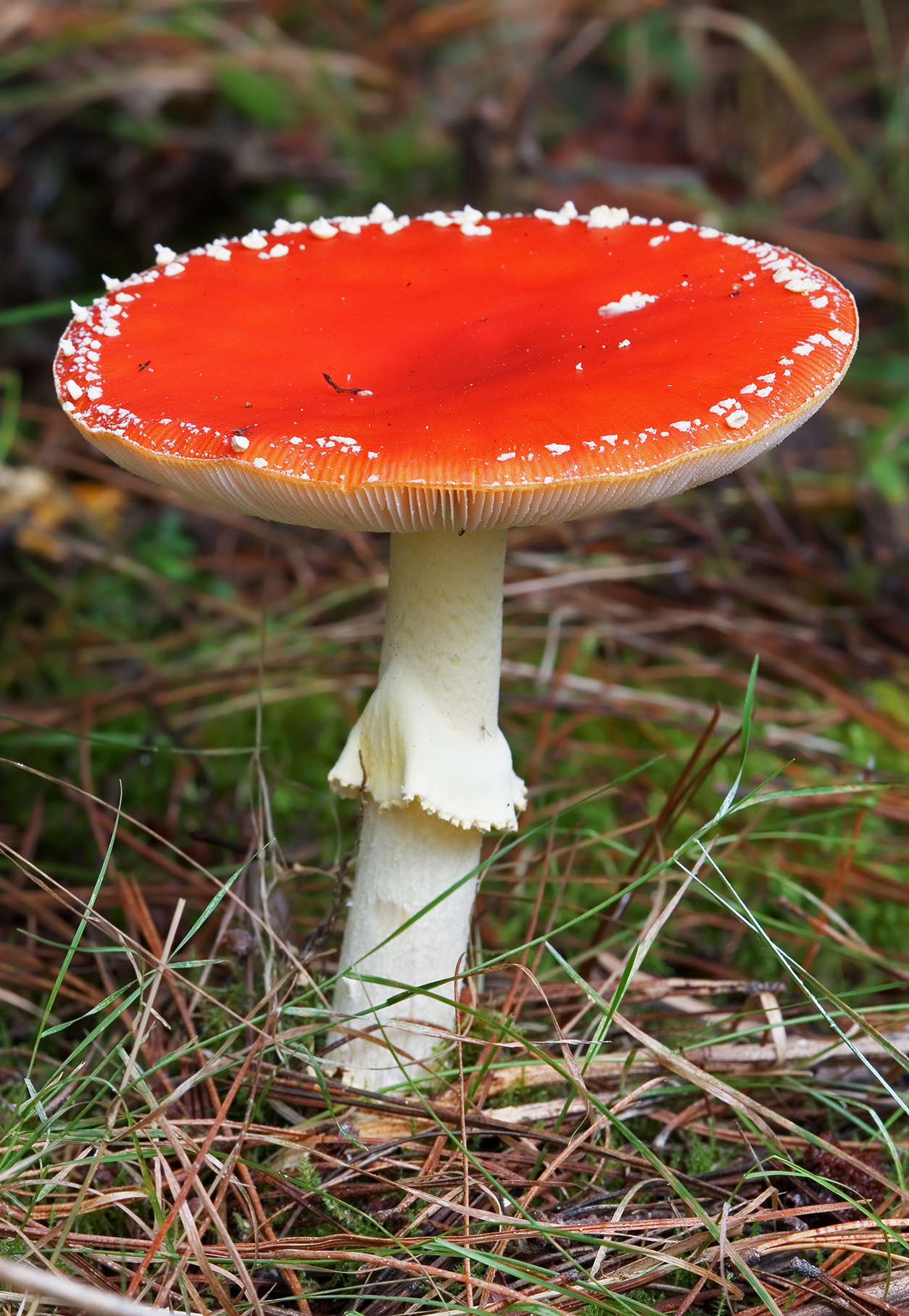
Le proprietà psicoattive dell' Amanita muscaria sono note da molto tempo.

L'etnomicologia è la disciplina scientifica che studia il rapporto dell'uomo con i funghi; un rapporto le cui origini affondano nell'Età della Pietra e che si è sviluppato in tutte le regioni geografiche abitate dall'uomo. Questa disciplina può essere considerata una branca dell'etnobotanica o dell'etnobiologia. 

## Storia
Tale branca dell'antropologia nasce negli anni '60 del 1900 su impulso dell'americano Gordon Wasson.

## Suddivisioni
L'etnomicologia si suddivide in sei sezioni, a seconda del tipo di funzione ricoperta nel rapporto umano con i funghi:
- etnomicologia dei funghi eduli
- etnomicologia tossicologica
- etnomicologia medicinale
- etnomicologia magica
- etnomicologia dei funghi psicoattivi
- etnomicologia manifatturiera

I metodi di raccolta dei funghi eduli e le credenze ad essi associati, i metodi di conservazione e di cottura e la relativa nomenclatura popolare, fanno parte dell'etnomicologia dei funghi eduli.
Le intossicazioni causate dal consumo accidentale di funghi velenosi e le relative terapie di cura sono di competenza della medicina tossicologica, mentre i motivi che hanno portato il raccoglitore a compiere l'errore di identificazione che ha causato l'intossicazione, sono di competenza dell'etnomicologia tossicologica. Anche l'avvelenamento intenzionale con funghi tossici per scopi criminali è di competenza, oltre che della legge e della medicina legale, dell'etnomicologia tossicologica.
L'utilizzo di funghi per scopi medicinali è di competenza della etnomicologia medicinale, e in diversi casi si intreccia con la etnomicologia magica, cioè con lo studio dell'uso dei funghi per scopi che possiamo generalmente definire magici.
Un rapporto particolare è quello che intercorre fra l'uomo e i funghi psicoattivi, allucinogeni o enteogeni, la cui storia e il cui studio sono di competenza dell'etnomicologia dei funghi psicoattivi. Il ricercatore Robert Gordon Wasson può essere considerato come uno dei padri fondatori di questa disciplina, e ispirò altri ricercatori quali Roger Heim, Gaston Guzmán, e studiosi non appartenenti all'ambiente accademico come   Terence McKenna, James Arthur e Giorgio Samorini.
Si presentano infine casi di impiego di funghi per la fabbricazione di monili, vestiti, coloranti o come strumenti quali le esche per l'accensione del fuoco. Lo studio di questo rapporto strumentale con i funghi è di competenza dell'etnomicologia manifatturiera.